# ملا حمزة الجيلاني
ملا حمزة الجيلاني (ت. 1134 هـ / 1721 م) فيلسوف فارسي من مدرسة أصفهان ومن تلامذة ملا صدرا.
مات خلال حصار أصفهان من قبل الأفغان سنة 1134 هـ.